# Княжа (футбольный клуб)
«Княжа» (укр. ФК «Княжа» Щасливе) — украинский футбольный клуб из села Счастливого Бориспольского района Киевской области. Играла в Первой лиге.
Профессиональная команда, которая выступала в Первой лиге национального чемпионата. Также действует футбольная школа, 7 команд которой задействованы в Детско-юношеской футбольной лиге Украины. Содержался на средства украинской страховой компании «Княжа».
В сезоне 2008/09 клуб снялся с чемпионата.

## Достижения
- Победитель Второй лиги группа «А» в сезоне 2007/08

## Главные тренеры
- 2007—2008: Виктор Догадайло

## Статистика
| Сезон   | Лига  | Поз | И  | В  | Н  | П  | З  | П  | О  | Кубок Украины |
| ------- | ----- | --- | -- | -- | -- | -- | -- | -- | -- | ------------- |
| 2005/06 | 2 «A» | 12  | 28 | 6  | 11 | 11 | 32 | 35 | 29 | 1/64          |
| 2006/07 | 2 «A» | 5   | 28 | 14 | 9  | 5  | 34 | 24 | 51 | 1/32          |
| 2007/08 | 2 «A» | 1   | 30 | 24 | 5  | 1  | 70 | 13 | 77 | 1/16          |
| 2008/09 | 1     |     |    |    |    |    |    |    |    | 1/16          |